# Louky u Choťánek
Přírodní památka Louky u Choťánek je chráněné území nalézající se nedaleko vsí Choťánky, Libice nad Cidlinou a města Poděbrady v okrese Nymburk. Bylo vyhlášeno dne 7. března 2016 na rozloze 141,5349 hektaru. Ochranné pásmo stanovené ze zákona zaujímá plochu 76,3359 hektaru. Přírodní památka má celkem čtyři části, z čehož tři se rozkládají na pravém břehu řeky Labe, poblíž soutoku s Cidlinou. Nejvýchodnější z nich se nachází pod libickým slavníkovským hradištěm (polohy Na Hradě a Pod Valy) a je přeťata silnicí první třídy číslo 32, její součástí je nepojmenovaná vodní plocha. Prostřední díl leží západně od vsi Choťánky, lemovaný osadami Vystrkov, Vystrkov II (ty patří k Choťánkám) a V Zátiší (ta je součástí městské části Poděbrady III), na jejím jižním okraji stojí samota Huslík se záchrannou stanicí pro živočichy. Třetí, nejzápadnější z pravobřežních dílů chráněného území leží z velké míry v areálu golfového hřiště Golf Clubu Poděbrady, jižně od poděbradské vysílací stanice, kolem vodního toku Skupice v polohách zvaných Jízdárna a U Cihelny. Poslední, čtvrtá část leží na levém břehu Labe, nejjižněji, v poloze V Čihadle poblíž lužního lesa Pytel, na katastrálním území vsi Kluk u Poděbrad.

## Přírodní hodnoty
Předmětem ochrany jsou fragmenty ekosystémů labské nivy - mozaika mezofilních, vlhkých a slatinných luk, tůně s makrofytní vegetací, porosty vysokých ostřic, rákosiny, vrbové porosty a olšiny, stromořadí a solitérní stromy. Tyto ekosystémy zahrnují následující přírodní stanoviště chráněná v zájmu Evropských společenství: 3150 – přirozené eutrofní vodní nádrže typu Magnopotamion nebo Hydrocharitio, 6440 – nivní louky říčních údolí svazu Cnidion dubii a 6510 – extenzivní sečené louky nížin až podhůří (Arrhenatherion, Brachypodio-Centaureion nemoralis). Zvláštní pozornost si zaslouží druhy na uvedené ekosystémy vázané. Z rostlin je to zejména hrachor bahenní (Lathyrus palustris), česnek hranatý (Allium angulosum), pryšec bahenní (Euphorbia palustris), žebratka bahenní (Hottonia palustris), šišák hrálovitý (Scutellaria hastifolia) a kostival český (Symphytum bohemicum). Z bezobratlých živočichů potemníkovitý brouk Prionychus melanarius a kozlíček vrbový (Lamia textor), z obratlovců pak ptáci lejsek bělokrký (Ficedula albicollis) a moudivláček lužní (Remiz pendulinus).

## Fotogalerie

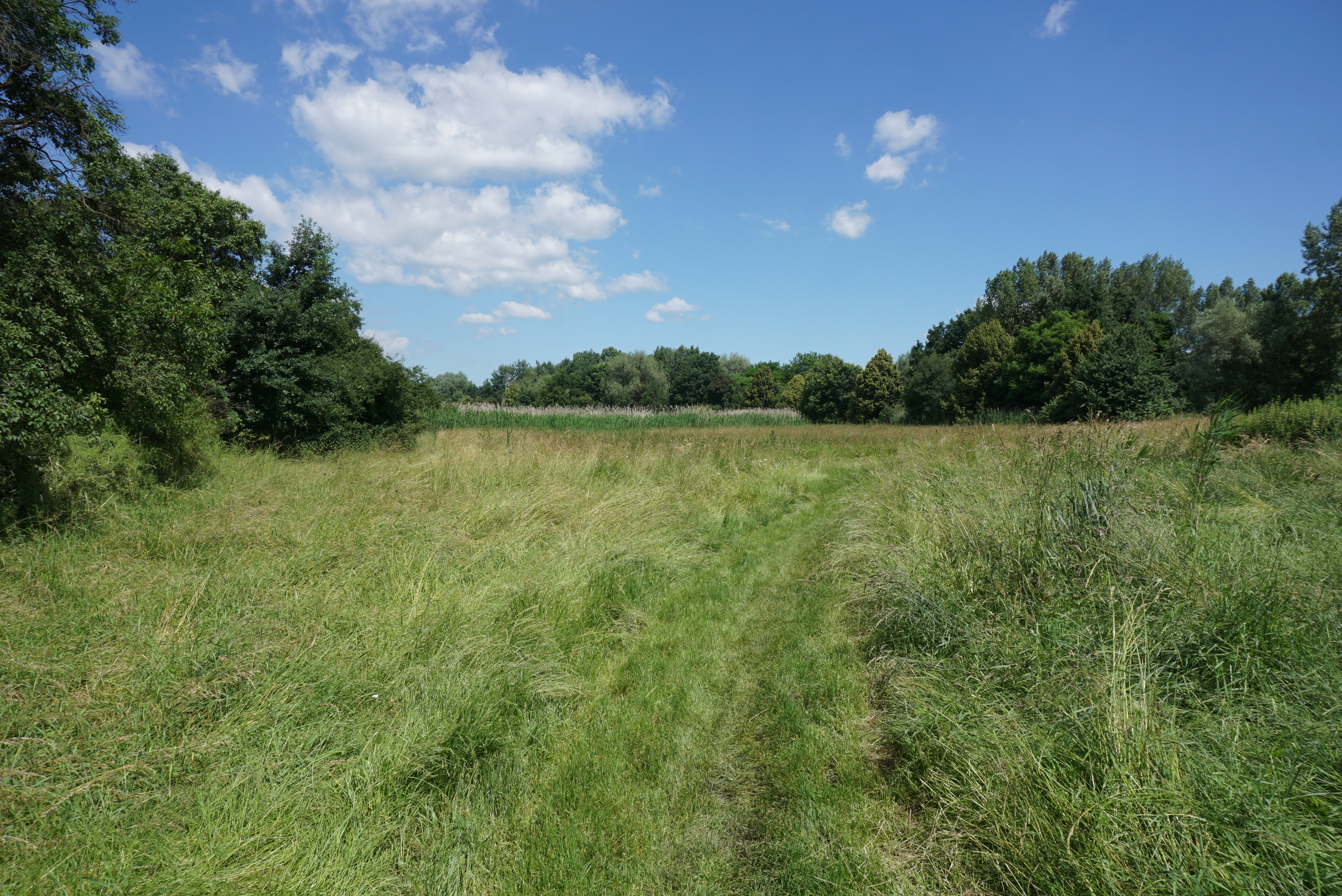
část pod libickým hradištěm
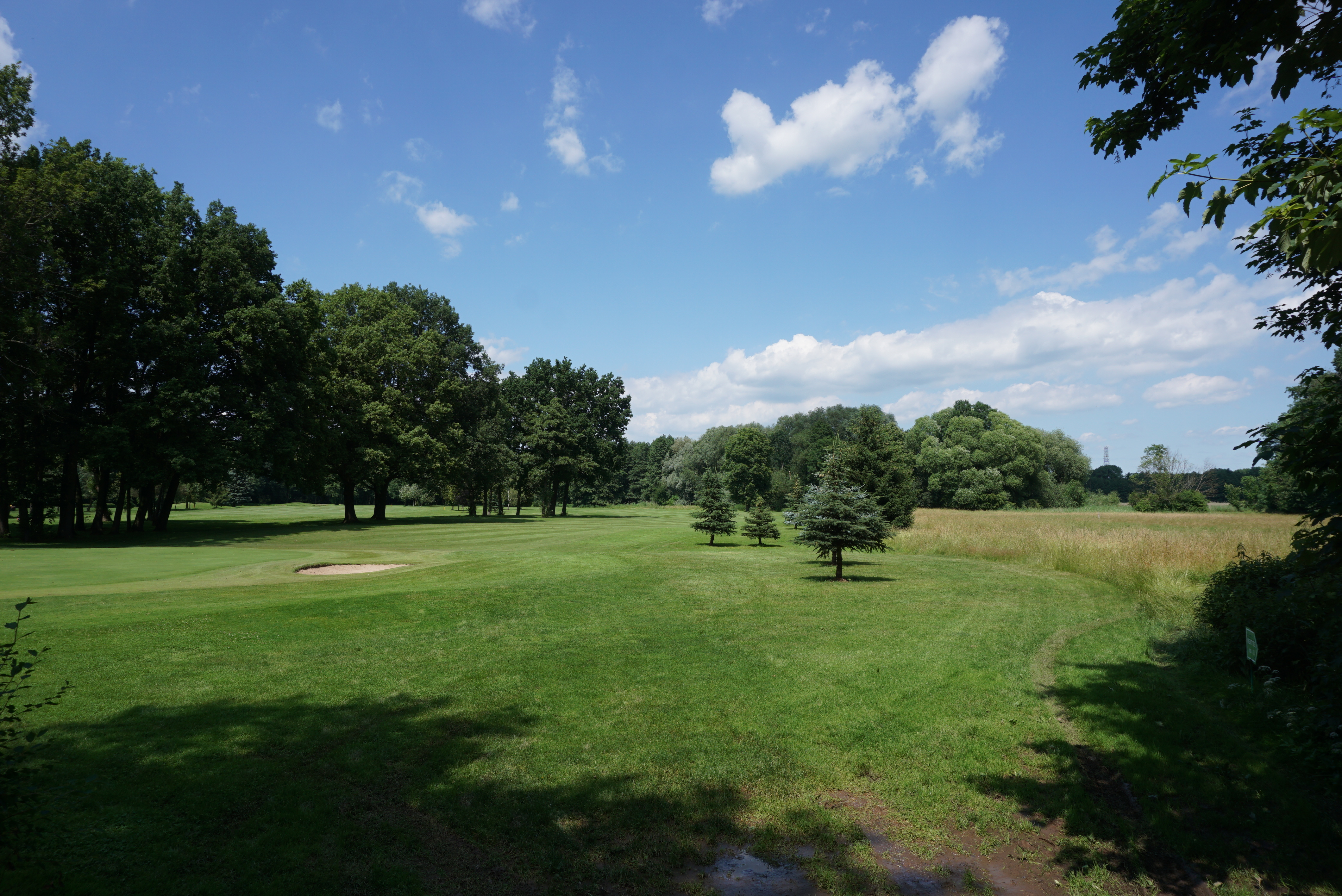
část u Huslíku
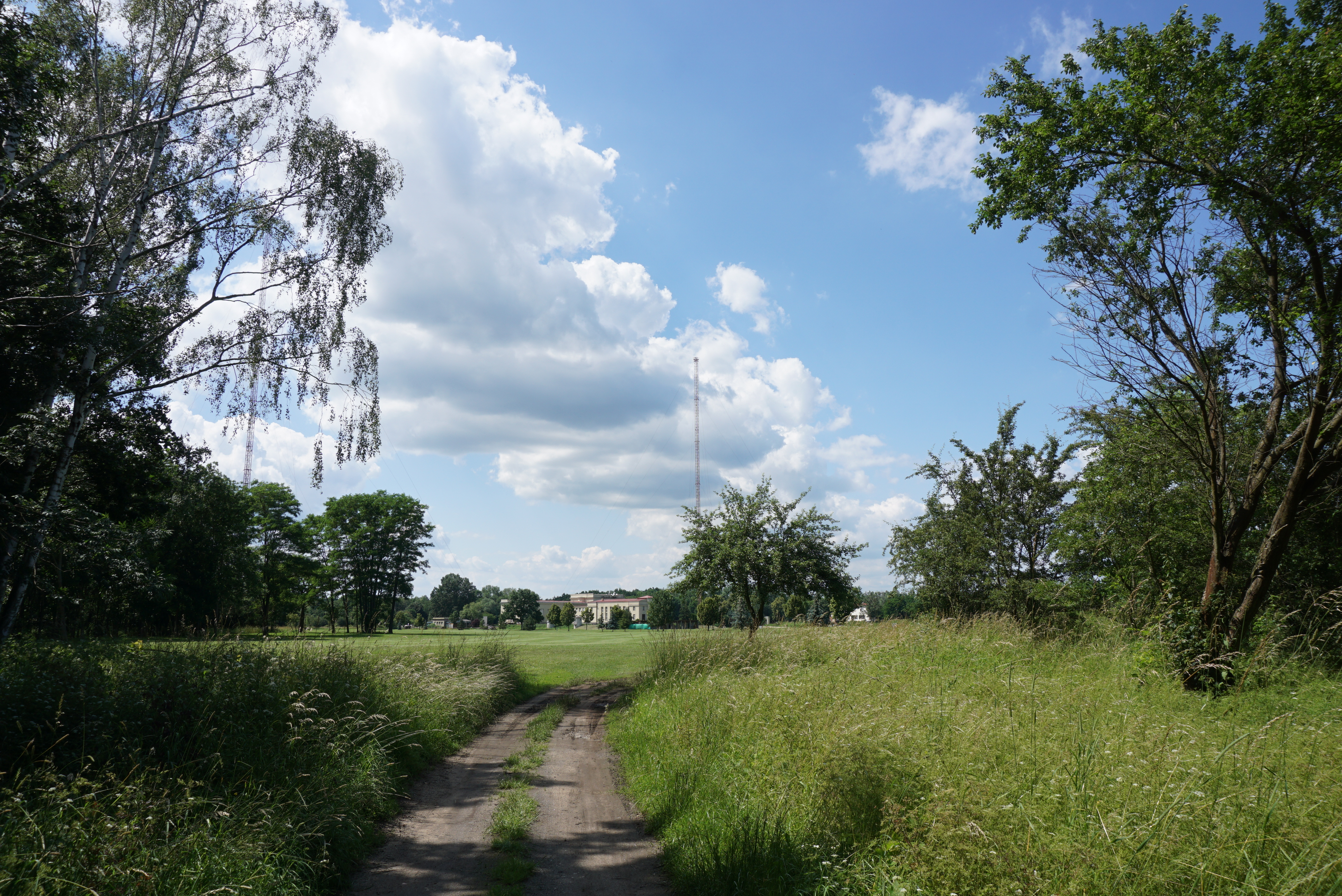
část v poloze U Cihelny
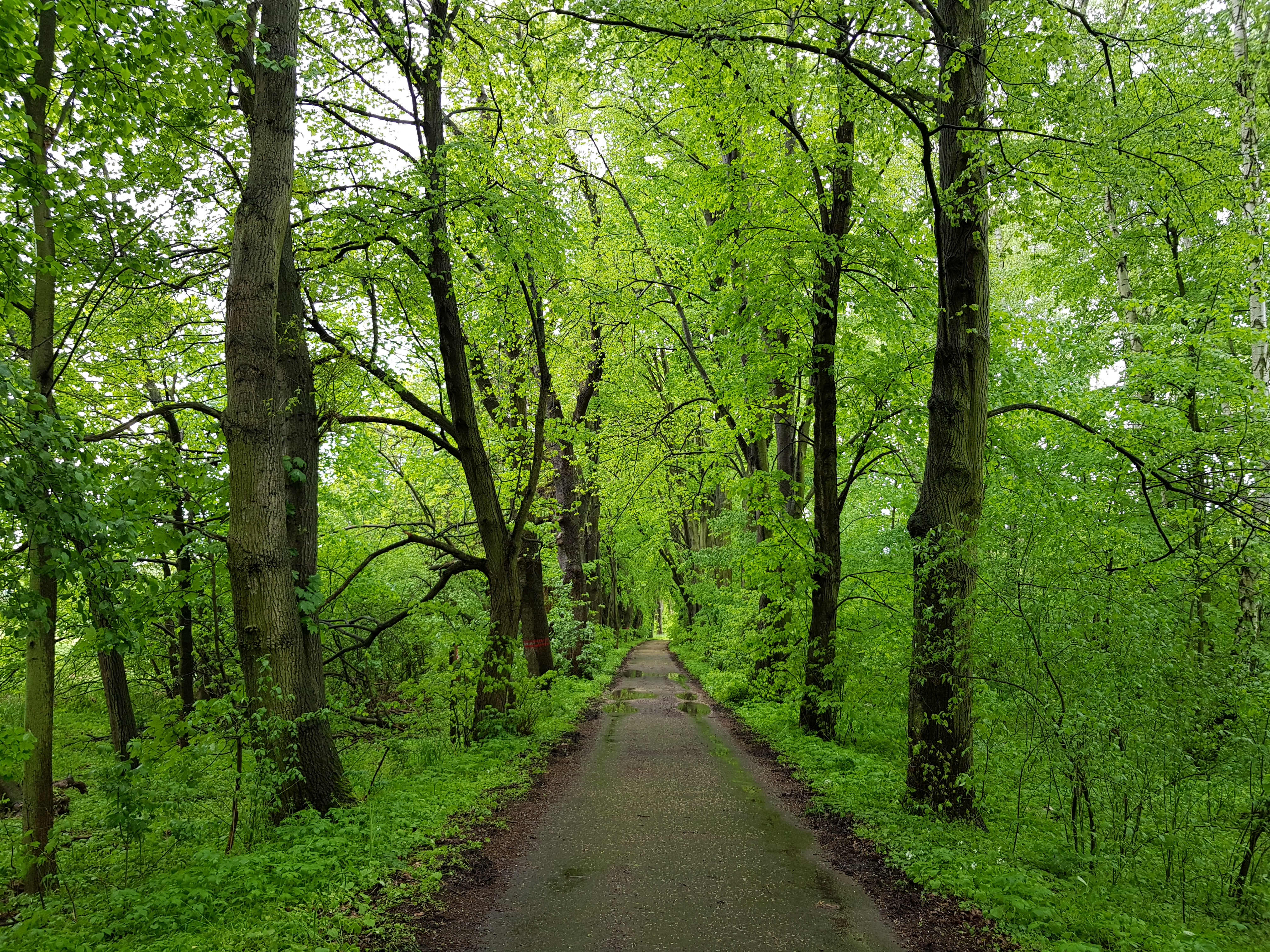
levobřežní část V Čihadle